# Tschabalala Self
Tschabalala Self, née en 1990 à Harlem, est une artiste américaine. Elle est connue notamment pour ses représentations de figures féminines noires utilisant de la peinture, du tissu et des pièces recyclées.  

## Vie personnelle et formation
Self est né en 1990  à Harlem, New York. Elle obtient son diplôme de premier cycle en 2012 du Bard College. Self termine ensuite sa maîtrise, avec une concentration en peinture et gravure à la Yale School of Art. Self a été artiste en résidence à l'American Academy de Rome, au La Brea Studio, au T293 à Naples, en Italie, et au Red Bull House of Art à Detroit. Elle vit actuellement à New Haven, Connecticut.

## Carrière professionnelle
Les œuvres de Tschabalala Self s'apparentent à la peinture. S'inspirant des œuvres de l'artiste afro-américain Romare Bearden, Self crée des collages de divers objets collectionnés au fil du temps et les coud pour représenter des corps de femmes noires qui « défient les espaces étroits dans lesquels elles sont forcées d'exister ». Elle s'inspire de l'histoire derrière la lutte et l'oppression afro-américaine dans la société. Self récupère le corps de la femme noire et le dépeint comme étant exempt de stéréotypes sans crainte de répercussions. Son objectif est de « créer des récits alternatifs autour du corps noir ». Beaucoup du travail de Self s'inspire de la culture noire pour construire des portraits ressemblant à des courtepointes. Self a été nommé dans la liste « 30 Under 30 » du magazine Forbes en 2018
Self utilise des matériaux de façon peu conventionnelle pour remettre en question le statu quo. Cette approche s'inscrit dans une démarche de remise en question. Pour Self, cette approche aide à mettre en évidence les formes uniques du corps, le matériau délimitant la structure de l'œuvre d'art et créant un espace voué à l'expression. Il n'y a alors pas de performance de la part de l’œuvre envers le public. Self commence son œuvre en dessinant le personnage ou sujet qu'elle veut illustrer, puis elle utilise différents objets pour créer un collage sur l'esquisse. Elle compose ensuite des formes spécifiques pour mettre en valeur des objets de la composition ou des parties du corps du sujet qui pourraient être remarqués ou endosser un poids psychologique ou physique.
Plusieurs des œuvres de Self sont sexuellement explicites. Par exemple, son œuvre Rainbow, composée de bois, de peinture acrylique et d'autres éléments, représente une femme noire se penchant, exposant ses organes génitaux. Swim, implique un homme et une femme réunis dans un acte sexuel tout en affichant certaines parties de leurs corps. Les corps féminins noirs dans ses œuvres sont souvent décrits comme non binaires ou non genrés parce qu'ils ne se conforment pas à la forme occidentalisée de la beauté, plus représentée dans le monde de l'art.
Sa représentation des femmes noires s'articule souvent à travers les caractéristiques sexuelles primaires (organes génitaux) et secondaires (changements/caractéristiques du corps). Self souhaite représenter ses sujets féminins comme forts, indépendants et marquants,. Pour Self, toute exagération corporelle révèle et découle de la discrimination raciale, et de préjugés prévalant reliés au corps. Cette exagération graphique révèle également les traumatismes engendrés par ces préjugés à travers le temps. À travers son art, Self commente la normalisation et l'objectivation du corps. Les personnages de son œuvre revêtent différentes textures et imprimés  qui servent à guider le regard vers la partie la plus significative de l'œuvre.  
La toile The Function, illustre l'aspect social de l’œuvre de Self. En entrevue, l'artiste déclare : « Un stéréotype est un personnage plat à deux dimensions. Je confronte ces stéréotypes en créant des personnages ronds, multidimensionnels avec des désirs complexes, des dialogues intérieurs ». L'œuvre utilise des morceaux de peintures déjà utilisées, de la toile brute et du tissu assemblé étiré et peint.
Self considère que son travail ne commente pas les stéréotypes et les généralisations sur le corps de la femme noire, mais plutôt les absorbe. Elle souhaite inscrire son œuvre dans une visée positive malgré une rhétorique destructrice.
La première exposition solo de Self a lieu en 2015 à Schur-Narula, Berlin. Le New York Times décrit son travail comme prometteur lors de son exposition à la galerie Thierry Goldberg à New York en 2016. Un an plus tard, Peter Schjeldahl compare sa pièce Trigger: Gender as a Tool and a Weapon aux œuvres d'Arshile Gorky et Willem de Kooning. Self expose également à la fondation de l'unité Parasol pour l'art contemporain à Londres. 
En 2019, son œuvre Out of Body se vend pour la somme de 371 250 £ (471 322 $). Quelques années plus tôt, sa toile Lilith avait atteint le prix de 125 000 £ (163 762 $) aux enchères, ce qui était alors un record pour l'artiste. Cette même année, Louis Vuitton invite Self ainsi que cinq artistes contemporains (Sam Falls, Urs Fischer, Nicholas Hlobo, Jonah Wood et Alex Israel) à dessiner une édition spéciale du sac Capucine.

## Expositions
- Tschabalala Self: By My Self; Baltimore Museum of Art, Baltimore, MD (28 mars - 19 septembre 2021)[20]

- Tschabalala Self, Cotton Mouth; Eva Presenhuber, New York, NY (7 novembre 2020 - 23 janvier 2021)[21]

- Tschabalala Self: Out of Body; Institute of Contemporary Art, Boston, MA (20 janvier - 7 septembre 2020)[22]

- Tschabalala Self; Frye Art Museum, Seattle, WA (26 janvier - 2 avril 2019)[23]

- Thigh High; Pilar Corrias, Londres, Angleterre (2 octobre - 9 novembre 2019)[24]

- Bodega Run; Pilar Corrias, Londres, Angleterre (7 septembre - 27 septembre 2017)[25]
- Make Room; Consortium Museum, Dijon, France (01 juillet 2022 - 22 janvier 2023 ) [26]

## Collections
- Institute of Contemporary Art, Boston, MA[27]

- Rubell Museum, Miami, FL[28]